# Hoppo
El Hoppo or Supervisor de las Aduanas de Cantón (t 粵海關部監督, s 粤海, p Yuèhǎi Guānbù jiàn dù;), era el funcionario de la dinastía Qing con el mandato imperial de regular el tráfico marítimo, recaudar tasas y tarifas aduaneras, y mantener el orden entre los comerciantes chinos y occidentales que operaban en y alrededor del estuario del río de las Perlas y el puerto de la ciudad de Cantón entre 1685 y 1904.

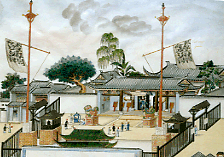
Casa de Aduanas y sede del Hoppo en Cantón.

Al principio, el hoppo era siempre de origen manchú, y se elegía de entre los vasallos directo de la familia imperial. A diferencia de la mayor parte de los funcionarios y mandarines chinos, que accedían a sus puestos por medio del sistema de exámenes imperiales, el hoppo estaba nombrado directamente por el Emperador y quedaba al margen de la burocracia ordinaria del Imperio chino. A partir de mediados del siglo XVIII, el puesto estuvo abierto a personas de etnia han, pero la restricción de que el hoppo fuera un nombramiento directo del emperador se mantuvo. Como el hoppo dependía así de la buena voluntad del emperador y del Departamento de la Casa Imperial (內務府), se le podía confiar el envío de ingresos fiscales directamente a la Corte Imperial, en vez de usar los canales burocráticos habituales. Esto garantizaba al emperador de China el control directo de esta cuantiosa fuente de ingresos.
En 1757 el emperador Qianlong instituyó el Sistema de Cantón, que restringía el boyante comercio con Europa a la ciudad de Cantón y concedía el monopolio comercial con Occidente al gremio de clanes comerciales (hong) conocido como el Cohong. Los gobiernos europeos también operaban por medio de monopolios, y el comercio estaba dominado por la Compañía Británica de las Indias Orientales. El hoppo quedó a a cargo de regular el comercio entre ambos monopolios, y se convirtió en el único funcionario imperial con el que los occidentales podían tener trato directo. La gran distancia a la Corte Imperial de Pekín, y el hecho de no pertenecer a ninguna agencia imperial (y por tanto no estar subordinado al virrey de Liangguang o al gobernador de Cantón) otorgaba al hoppo gran libertad para establecer y recaudar tarifas y tasas aduaneras. La recepción de regalos, dádivas y sobornos por parte del hoppo fue habitual, lo que permitía la mismo enviar cantidades aún mayores de dinero a Pekín y, al mismo tiempo, lucrarse personalmente.
Conforme el narcotráfico de opio empezó a crecer entre finales del siglo XVIII y principios del siglo XIX, el hoppo se vio atrapado entre dos posturas contrapuestas. Por un lado, los monopolios occidentales, con los británicos a la cabeza, exigían libertad comercial, la legalización del narcotráfico, y bajas tasas aduaneras. Por otro lado, la Corte Imperial exigía al hoppo que restringiera el comercio occidental, acabara con el estraperlo de opio, y continuara enviando las cuantiosas sumas recaudadas a Pekín. En muchos casos, el hoppo hacía la vista gorda o se dejaba sobornar por los narcotraficantes, a sabiendas de que cualquier intento de acabar con el narcotráfico en Cantón redundaría en conflictos que afectarían negativamente a la recaudación aduanera y, por tanto, a los ingresos requeridos por el Emperador. 
El conflicto entre británicos y chinos en torno al narcotráfico y al libre comercio condujo a la primera guerra del Opio (1838-1842), cuya resolución por medio del Tratado de Nankín (1842) resultó en la apertura comercial de china y la abolición del Sistema de Cantón. Pese a ello, el hoppo continuó activo como jefe de las aduanas de Cantón. El cargo fue abolido en 1904 como parte de las reformas que siguieron al Protocolo Bóxer.
El término "Hoppo" es un pidgin anglo-chino de origen dudoso. Se ha especulado que deriva del término Hu Bu (Chino: t 戶部, s 户部), nombre dado a la Agencia Tributaria del Imperio Chino. El hoppo no tenía ninguna relación con dicha agencia, sino que dependía directamente del departamento de la Casa Imperial, con lo que esta etimología es dudosa. 

## Primer período, 1685–1759
El cargo de Administrador de las Aduanas de Cantón (hoppo) fue establecido en 1685, una vez la nueva dinastía Qing hubo conquistado el sur de China. En sus primeros años, la dinastía Qing había temido que los rebeldes y lealistas Ming atacaran la China meridional desde el mar, sobre todo debido a la rumoreada presencia de príncipes Ming en la isla de Formosa (actual Taiwán) y, supuestamente, en las islas Filipinas. Una vez el emperador Kangxi conquistó Formosa y expulsó a los holandeses de la isla en 1684, los Qing se decidieron a levantar las restricciones imperantes al comercio marítimo, y empezaron a regular de forma laxa el comercio marítimo entre China y Occidente. Se nombraron hoppos en varios puertos de China, incluyendo Cantón, Macao y Fujian. Inicialmente, el emperador nombraba siempre a un vasallo imperial de etnia manchú, pues así se garantizaba que el hoppo fuera un cliente directo del clan imperial y pudiera confiársele garantizar los intereses financieros de la familia imperial. El hoppo recaudaba una cantidad fija al año, la "cuota ordinaria", que era fijada por medio de ordenanzas imperiales; la contribución de cada comerciante se calculaba en base al número de barcos extranjeros que atracaban en Cantón. Esto significaba que las tasas aduaneras dependían del tráfico del puerto. Esta "cuota" fija era enviada directamente al tesoro provincial, y llegaba a la Corte Imperial por los canales burocráticos habituales. Además, el hoppo tenía libertad para recaudar una cuota extraordinaria y más tasas aduaneras, que en la práctica alcanzaban un montante similar al de la cuota ordinaria. Esta cantidad era enviada directamente al Departamento de la Casa Imperial, bajo el control directo del Emperador.
Los hoppos estaba rodeados de hostilidad. En el lado chino, la burocracia imperial se oponía a que un funcionario irregular gestionara una oficina tan importante. Igualmente, los hong chinos percibían al hoppo como una figura corrupta e incómoda: estaban sujetos a su control directo, debían abonarle gran cantidad de dádivas y sobornos, y además el hoppo dependía de la información suministrada por los hong para fijar y recaudar tasas aduaneras, que dependían del tráfico del puerto. Esto era crucial, pues el hoppo solía estar en el cargo unos tres años e ignoraba el funcionamiento del comercio con Occidente en Cantón. En el lado occidental, los monopolios europeos, como la Compañía Británica de las Indias Orientales y la Compañía holandesa de las Indias Orientales, exigían al hoppo que impusiera tasas bajas y predecibles, y que el abono de las mismas fuera rápido y eficaz. Por el contrario, el hoppo fijaba las tasas aduaneras al cierra de la temporada comercial de Cantón (que duraba de septiembre a febrero) en base al tráfico registrado por los hong, con lo que los agentes comerciales occidentales debían esperar al final del año comercial para abonar impuestos muy variables, fijados en base al tráfico de la temporada anterior a fin de satisfacer las cuotas exigidas por el Emperador. Esto causaba constantes tensiones con los occidentales.
El hoppo sólo estaba a cargo de la gestión de aduanas con Occidente. Las tasas aduaneras relativas al tráfico interno y al comercio con el sureste asiático estaban a cargo del virrey de Liangguang (el virrey de Cantón y de Guangxi) que en muchos casos intentaron minar o eliminar el cargo de hoppo a fin de hacerse con el control de las lucrativas aduanas con Occidente, pues el comercio Occidental era con mucho el de mayor envergadura y crecimiento en Cantón. La mala cabida del cargo del hoppo dentro de la jerarquía burocrática china era asimismo una continua fuente de tensiones entre el mismo y el Virrey. Las disputas solían estar relacionadas con las competencias del hoppo para mantener el orden entre los chinos y occidentales, y el hecho de que los hong bajo el control del hoppo comerciaran activamente asimismo con los países del sureste asiático, cuyo tráfico estaba a cargo del virrey. Igualmente, el hoppo solía mantenerse en el cargo uno o dos años, mientras que el mandato del virrey podía durar diez años, con lo que la presencia de nuevos hoppos era una fuente constante de inestabilidad. En un cierto momento del siglo XVIII, hubo un funcionario que operó a la vez como hoppo y virrey; esto fue seguido de dos hoppos, de la abolición del cargo y la asunción de competencias por funcionarios regulares. Finalmente, en la década de 1750, el virrey fue nombrado hoppo pese a haber un hoppo en las aduanas. En 1761, a fin de asegurarse los ingresos, el hoppo fue restituido como cargo independiente, aunque sus competencias fueron restringidas y clarificadas, y el cargo quedó abierto a funcionarios de etnia china.

## Elhoppobajo el Sistema de Cantón, 1759–1842
El hoppo se convirtió en una figura clave de las relaciones comerciales entre China y Europa en 1757, cuando el emperador Qianlong estableció en Sistema de Cantón por medio del cual restringía el comercio con occidente a la ciudad de Cantón, y reorganizaba a los clanes de mercaderes chinos (los hong) en un gremio llamado el Cohong al que otorgaba el monopolio para el comercio con Occidente. El establecimiento del Cohong estabilizó en algo el comercio con occidente, pues por medio del mismo se garantizaba la creación de redes de suministro estables para los productos de importación (té, seda, porcelana,...), cuya demanda estaba garantizada por el Cohong. La creación de un suministro constante y seguro también beneficiaba a los monopolios occidentales, pues así podían programar expediciones anuales a sabiendas del coste y productos de exportación a su disposición. Esto facilitó la estabilización de ingresos aduaneros recaudados por el hoppo, lo que a su vez convirtió al cargo en particularmente lucrativo. 
La corrupción dentro de la administración china, endémica para la segunda mitad del reinado de Qianlong, convirtió al hoppo en un cargo muy propenso a la corrupción. A fin de ser considerado para el cargo, los candidatos debían ofrecer regalos y dádivas a los secretarios del Departamento de la Casa Imperial. Estos sobornos debían continuar mientras el hoppo ocupaba el cargo, y una vez más una vez que el hoppo abandonaba el cargo si es que quería ser considerado para otro puesto dentro de la burocracia imperial. El mandato típico del hoppo duraba unos tres años, durante los cuales debía recuperar el dinero que había gastado en acceder al cargo. El hoppo enviaba anualmente a Pekín una cantidad estimada de un millón de taeles de plata. Sus ingresos personales, no obstante, solían ser 10 o más veces superiores a esta cantidad, y se han estimado en unos 10 u 11 millones de taeles de plata; la mayor parte de estos ingresos provenían de sobornos, regalos, y de desvío de fondos. Los ingresos del hoppo crecieron con el incremento espectacular del tráfico en el puerto de Cantón: durante el siglo XVIII los ingresos aduaneros se triplicaron, sobre todo en la década de 1790.

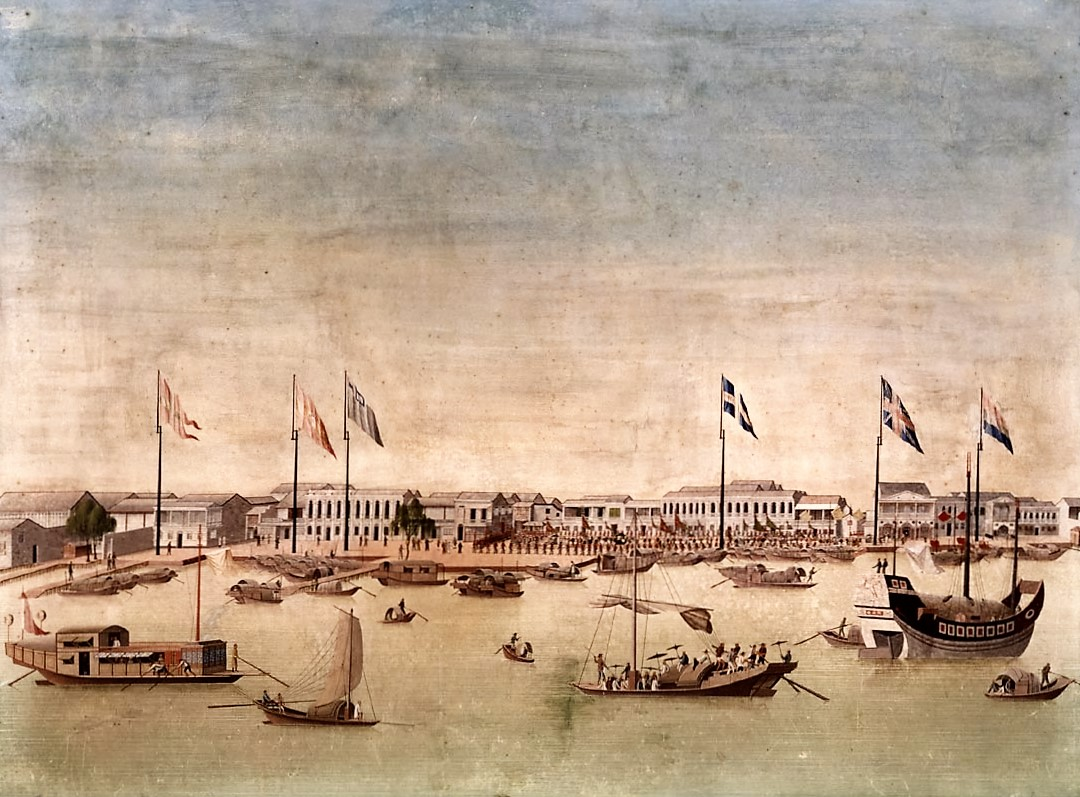
The Hoppo Returning By Boat from an Official Call on the East India Company

Las competencias del hoppo abarcaban todos los aspectos del comercio extranjero. Sus subordinados inspeccionaban cada barco que atracaba en Whampoa (lugar de amarre de los barcos occidentales); todos los barcos estaban obligados a contratar como intérprete a un "lingüista" chino, a su vez asalariado del hoppo. Los subordinados del hoppo medían las dimensioens del barco para determinar su capacidad de carga, negociaban el abono de tasas de amarre y aduanas con base en las mismas, y fijaban una cita para que el capitán del barco visitara al hoppo. La ceremonia de medición de los barcos era originalmente muy suntuosa: el propio hoppo la dirigía, y había celebraciones con fuegos artificiales y salvas de cañones; el hoppo solía intercambiar regalos muy valiosos con los oficiales de los barcos. Para principios del siglo XIX, esta ceremonia y el intercambio de regalos se había convertido en una formalidad vacía de contendió.
Debido al "cumshaw", esto es, los pagos informales que exigía el hoppo, el coste de entrar y salir del puerto de Cantón era probablemente el más alto del mundo. En 1753, un comerciante británico registró las tarifas y pagos habituales recaudados por el hoppo:
- Tasa de importación: tarifa fija.
- Tasa de exportación: pagadera incluso cuando los productos eran re-exportados a otro puerto Chino, estaba formada por una tasa fija más un impuesto del 6%.
- Cargas adicionales por bienes importados o exportados: los ejemplos incluyen un arancel enviado a Pekín; cargas por pesado, lingüistas y demás. Estos ascendieron a casi la mitad del arancel.
- El Mensuraje.
- La Dádiva: abonada directamente al hoppo.

Al igual que el emperador al que representaba, el hoppo era responsable de la buena moral y las buenas costumbres de la gente que estaba bajo su jurisdicción. La supervisión que el hoppo ejercía sobre la comunidad comerciante de Cantón era completa: si las provisiones enviadas a las trece factorías eran defectuosas, los comerciales se quejaban al hoppo; si el ruido constante de un leñador molestaba a un comerciante, se quejaba al hoppo; cuando en 1832 un comerciante británico montó en cólera ante lo que consideraba era el mal trato recibido, prendió fuego a la residencia del hoppo. Igualmente, cuando el emperador, el virrey o el gobernador querían castigar a algún comerciante europeo, derivaban esta responsabilidad al hoppo, quien a su vez instruía a los mercaderes hong para que reprendieran a los occidentales. El hoppo era personalmente responsable del buen comportamiento de los europeos: cuando en 1759 James Flint desafió a las autoridades chinas y lideró una expedición comercial a Tientsin, donde trató de enviar un memorial al emperador quejándose de la corrupción de las autoridades de Cantón, el hoppo fue hecho responsable de las transgresiones de Flint, y destituido no por corrupto, sino por no haber controlado a Flint.

## El narcotráfico de opio
Como el hoppo era el único funcionario chino con contacto directo con los occidentales, los comerciantes europeos le hacían responsable de todas las regulaciones y restricciones a las que estaban sujetos. Esta situación se fue agravando conforme el narcotráfico de opio empezó a crecer, sobre todo a comienzos del siglo XIX, por cuanto el emperador esperaba del hoppo que restringiera el narcotráfico pero mantuviera al mismo tiempo el constante envío de remesas a Pekín. La necesidad de mantener los ingresos lo llevaba a aceptar sobornos a fin de hacer la vista gorda frente al narcotráfico de opio. Su papel como "restrictor" del libre comercio amargó las relaciones del hoppo con los occidentales, sobre todo a partir de 1834 cuando el Reino Unido liberalizó su propio comercio con China al abolir el monopolio del que hasta entonces habían disfrutado la Compañía Británica de las Indias Orientales. La compañía fue sustituida por comerciantes particulares mucho más agresivos y cuyos intereses chocaban frontalmente con el mandato del hoppo.
La responsabilidad del hoppo en el narcotráfico era mixta. Por un lado, toleraba el estraperlo de opio en Cantón porque temía que una política represiva simplemente trasladaría las operaciones de los narcotraficantes a otros lugares de la costa China, interrumpiría el lucrativo comercio de té y algodón, e interferiría con el flujo de pagos a Pekín. La colusión entre los subordinados del hoppo y los contrabandistas se fortaleció tanto y era tan mutuamente rentable que el opio podía enviarse directamente a Cantón en lugar de venderse clandestinamente o almacenarse río abajo en Whampoa. El hoppo tenía pocas razones para diseñar políticas que duraran más que su mandato de tres años. 
El hoppo estaba atrapado en un dilema. La corte imperial contaba con él para recaudar los ingresos habituales, de los que dependía para mantenerse, pero le exigía que suprimiera el opio; los comerciantes extranjeros lo culpaban cada vez más por las barreras que los impedían de lo que consideraban el vasto mercado de China y exigían aranceles bajos y fijos en lugar de los aranceles establecidos barco por barco.
Esta ambigüedad y mezcla de tolerancia y colusión tocó a su fin en 1839, cuando el comisario imperial Lin Zexu llegó a Cantón con el mandato de acabar con el narcotráfico. El hoppo perdió a consecuencia de la subsiguiente contienda todo su poder sobre los occidentales. Aunque el cargo se mantuvo, su relevancia desapareció tras la firma del tratado de Nankín (1842).

## Elhoppodespués de 1842
Tras la segunda guerra del Opio, las potencias occidentales convencieron al gobierno imperial chino de que modernizara su estructura aduanera. El príncipe Kung encargó a Robert Hart, un ciudadano británico que creó el Servicio Imperial de Aduanas Marítimas. Esta agencia estaba dirigida por Hart y otros occidentales, y empleaba a aduaneros chinos al margen de la burocracia imperial ordinaria. Asumió buena parte de las competencias del hoppo, al tiempo que la importancia del puerto de Cantón decaía a favor de Hong Kong, Shanghái y Tientsin. Aunque el cargo se mantuvo hasta 1904, su relevancia fue menor. Cuando las noticias de la abolición del cargo llegaron a Robert Hart, este escribió a un amigo "¿Has oído que el viejo cargo de hoppo de Cantón ha sido abolido? Este es un buen paso, y hara la reforma financiera posible en Cantón."

## Valoración
Los historiadores occidentales tienden a valorar al hoppo del mismo modo en que lo hicieran los mercaderes y diplomáticos británicos, como un funcionario obstruccionista y corrupto contrario al libre comercio. Hosea Ballou Morse, cronista de las relaciones internacionales chinas, comentó ácidamente que el cargo de hoppo fue diseñado "para ordeñar el comercio del mercado más rico del Imperio, y el titular del cargo se deleitaba en el abundante suministro de la leche más rica durante todo el tiempo que Cantón disfrutó de su monopolio legal y real del comercio exterior ". Morse escribió que "una parte de sus ganancias pasaba directamente a los habitantes del palacio imperial, desde la más alta nobleza hasta concubinas y eunucos ". Austin Coates se quejó del "capricho, la avaricia y la injusticia del hoppo y sus mandarines." 
Otros historiadores de finales del siglo XX han sido menos favorables a la actitud de los occidentales. Cheong Weng Eang, por ejemplo, dijo en 1997 que la aparente ineficacia del hoppo y la continua evasión de sus responsabilidades eran la forma con la que la burocracia china podía reconciliar sus diversos intereses.